# Stanisław Bugalski
Stanisław Bugalski (ur. 22 października 1931, zm. 14 lipca 1991) – polski kolarz szosowy, zawodnik stołecznej Legii.

## Kariera sportowa
Czterokrotnie zdobył mistrzostwo Polski – dwa razy w wyścigu górskim (1956 i 1957) i dwa razy w wyścigu drużynowym na 100 km (1955 i 1956). Dwukrotnie zajmował drugie miejsce w Wyścigu dookoła Polski (1954 i 1956 – w obu przypadkach przegrał z Marianem Więckowskim). Bez sukcesów uczestniczył w Wyścigu Pokoju – w 1956 (39. miejsce) i w 1957 (25. miejsce) – oraz w mistrzostwach świata, w których w 1957 nie ukończył wyścigu szosowego ze startu wspólnego.